# Estación de Valencia-Alameda
Valencia-Alameda, también conocida coloquialmente como la estación de Aragón, fue una estación de ferrocarril de carácter terminal que existió en el municipio español de Valencia, en la provincia homónima. Las instalaciones estuvieron operativas entre los años 1902 y 1968, época en la que fue una de las principales estaciones de la ciudad del Turia. El recinto ferroviario se encontraba situado al final de la Alameda, al norte de la ciudad.

## Historia
Las instalaciones fueron construidas por la Compañía del Ferrocarril Central de Aragón, con la idea de ser una estación de carácter terminal destinada a acoger a los trenes procedentes de la línea Calatayud-Valencia. Obra del arquitecto Joaquín María Belda, fue inaugurada en 1902, año en que también se inauguró la conexión con Teruel y Calatayud. Desde la estación de Valencia-Alameda partían trenes con destino a Sagunto, Segorbe, Teruel, Calatayud o Zaragoza. El edificio principal, además de acoger los servicios de viajeros, también era una de las sedes de la Compañía del Ferrocarril Central de Aragón. El recinto incluía muelles de mercancías y un depósito de locomotoras. 
En 1941, con la nacionalización del ferrocarril de ancho ibérico, quedó integrada en la red de la recién creada RENFE. La estación fue clausurada al tráfico de viajeros el 25 de mayo de 1968, aunque las instalaciones todavía continuarían funcionando como depósito de material. Los talleres también se mantuvieron operativos. Finalmente, en 1974 se tomó la decisión de derribar el complejo ferroviario —incluyendo el edificio de viajeros—, lo que supuso su desaparición.